# Ясное (Волынская область)
Ясное (укр. Ясне́) — село в Головненской поселковой общине Ковельского района Волынской области Украины.
До 2020 года входило в Любомльский район.
Код КОАТУУ — 0723355305. Население по переписи 2001 года составляет 145 человек. Почтовый индекс — 44323. Телефонный код — 3377. Занимает площадь 0,75 км².